# Символ (компьютер)

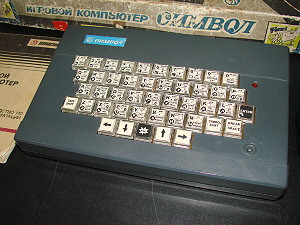
Компьютер «Символ»

Игровой компьютер «Символ» — советский 8-разрядный бытовой компьютер (игровой), частично совместимый с ZX Spectrum. Производился на «Пензенском радиозаводе» в Пензе, а также на заводе «Молот» в Петровске Саратовской области небольшими партиями с начала 1990-х годов и примерно до 1995 года.

## Описание
Компьютер имел 4 пятиконтактных выхода: Kempston-джойстик, магнитофон, телевизор цветной (полный RGB+Sync сигнал), телевизор ч/б и один разъём для блока питания 5 В. Отличался дешевизной, предельно упрощённой схемой, простотой конструкции и маленькими габаритами. Для соединения с цветным телевизором в комплекте поставки имелась плата-адаптер, которую необходимо было вставить в телевизор. Этот адаптер добавлял телевизору RGB-видеорежим, которого у советских моделей не было. Корпус компьютера пластиковый, состоит из двух частей. Внутри две платы, каждая на своей половине корпуса: материнская плата с системной шиной по нижнему краю и плата клавиатуры. Клавиши механические и не отличались особой надёжностью. На разобранном компьютере часть корпуса с клавиатурой «откидывалась» вправо, как книжка, и соединялась с основной платой множеством гибких проводников (производители сэкономили на разъёме). В компьютере использовался советский аналог процессора Z80 — КР1858ВМ1, 16 КБ ПЗУ, 48 КБ ОЗУ и базовый матричный кристалл Т34ВГ1 — прототип современных чипсетов. В данном компьютере использовалась прошивка клона Didaktik Gama (производство Словакии, Didaktik Skalica Co., 1987—1992 годы), при старте появлялась надпись ©1989 DIDAKTIK SKALICA. Имелся немного изменённый по сравнению с оригинальным шрифт (полужирный).
Помимо модели 48К выпускалась более редкая и дорогая модель Символ-128К — клон ZX Spectrum 128K. Компьютер имел черный корпус с расширенной клавиатурой, дисководом гибких дисков 5.25" (интегрированным в тот же корпус и расположенным слева), музыкальным сопроцессором AY-3-8910 (производства фирмы Yamaha) и интерфейсом Centronics, реализованном на микросхеме КР580ВВ55А. Интерфейс Centronics имел нестандартный физический разъем.  
В данной версии компьютера использовалась дисковая операционная система TR-DOS (Beta Disk Interface) и стандартное ПЗУ Spectrum 128K, так что проблем с совместимостью не было. При включении на экране появлялось классическое меню 128К и надпись © 1986 Sinclair Research Ltd. Блок ВЧ-модулятора также отсутствовал, и для соединения с телевизором использовались выходы RGB+Sync.

## Технические характеристики
- Процессор: КР1858ВМ1 или Т34ВМ1
- Тактовая частота: 4 МГц
- Контроллер памяти, видео и внешних накопителей (чипсет): Т34ВГ1
- Память: ОЗУ — 48 КБ; ПЗУ — 16 КБ, содержит интерпретатор Бейсика
- Вывод изображения: цветной или чёрно-белый телевизор или монитор.
- Ввод: KEMPSTON-джойстик, бытовой магнитофон, клавиатура.
- Дополнительные возможности: возможность установки КР580ВВ55 в качестве контроллера принтера, разъём системной шины.
- Совместимость с ZX Spectrum 48K

## Комплект поставки
- Компьютер
- Джойстик
- Блок питания
- Кабели для подключения магнитофона и телевизора
- Кассета с играми и программным обеспечением
- Модуль RGB-конвертер для встраивания в цветной телевизор
- Руководство по установке, настройке и программированию на языке BASIC
- Красочная упаковка из плотного картона

Цена в Нижнем Новгороде на январь 1993 года — 25 000 рублей.
Цена в Пензе на февраль 1994 года — 70 000 рублей.